# 百部爱国主义教育影片
百部爱国主义教育优秀影片是中华人民共和国由中宣部、中央文明办、教育部、文化部、国家广电总局、国家新闻出版总署、共青团中央联合从国产影片中精选出来并向广大学校推荐的百部优秀影片，包含故事片、科教片、纪录片等多种节目类型。